# Покровка (Шаранський район)
Покро́вка (рос. Покровка, башк. Покровка) — присілок у складі Шаранського району Башкортостану, Росія. Входить до складу Мічурінської сільської ради.
Населення — 8 осіб (2010; 12 у 2002).
Національний склад:
- чуваші — 75 %